# Casaforte di Rhins
Das Casaforte di Rhins, gelegentlich auch Castello di Rhins genannt, ist ein mittelalterliches, festes Haus im Ortsteil Rhins der Gemeinde Roisan im Aostatal.

## Geschichte
Die kleine Herrschaft Rhins lag zwischen dem Baronat Gignod und dem von Quart. Territorial zählte sie zum Baronat Gignod, dagegen gehörte sie in religiöser Hinsicht zur Kirchengemeinde Roisan, die zum Baronat Quart gehörte. Der Sage nach waren es die ersten Herren, die Rhins, die der Herrschaft ihren Namen verliehen, aber es gibt für diese Behauptung keine sicheren Quellen; der Historiker Jean-Baptiste de Tillier vermutete, dass es diese Herren schon gab, als das Haus Savoyen 1032 im Aostatal etablierte.
Für Giuseppe Giacosa stammt das Casaforte di Rhins aus dem 10. Jahrhundert; andere Quellen sind sich darüber einig, dass es um 1100 erbaut wurde. Es gehörte zum Lehen Rhins des Bistums Aosta und |beherbergte das Gerichtszentrum. 1406 fiel das feste Haus, das seit Langem unter der Herrschaft der Herren von Quart stand, denen das Lehen vom Bischof und seinen Vasallen verliehen worden war, an Pantasilea di Saluzzo, die Witwe von Enrico di Quart, der keine männlichen Nachkommen hatte. Als die Witwe 1414 starb, trat der Herzog von Savoyen in den Besitz der Güter der Herren von Quart ein, nahm das Lehen in Besitz und wurde so sein eigener Herr.
1799 wurde das feste Haus wieder direkt der bischöflichen Gutsverwaltung unterstellt, d. h., es stand dem Bischof von Aosta zur Verfügung.
In den folgenden Epochen und auch in den letzten Jahrzehnten wurde das feste Haus mehrfach restauriert.
Längst wurde es in ein bäuerliches Wohnhaus umgewandelt, befindet sich in privater Hand und ist nicht öffentlich zugänglich.

## Galeriebilder

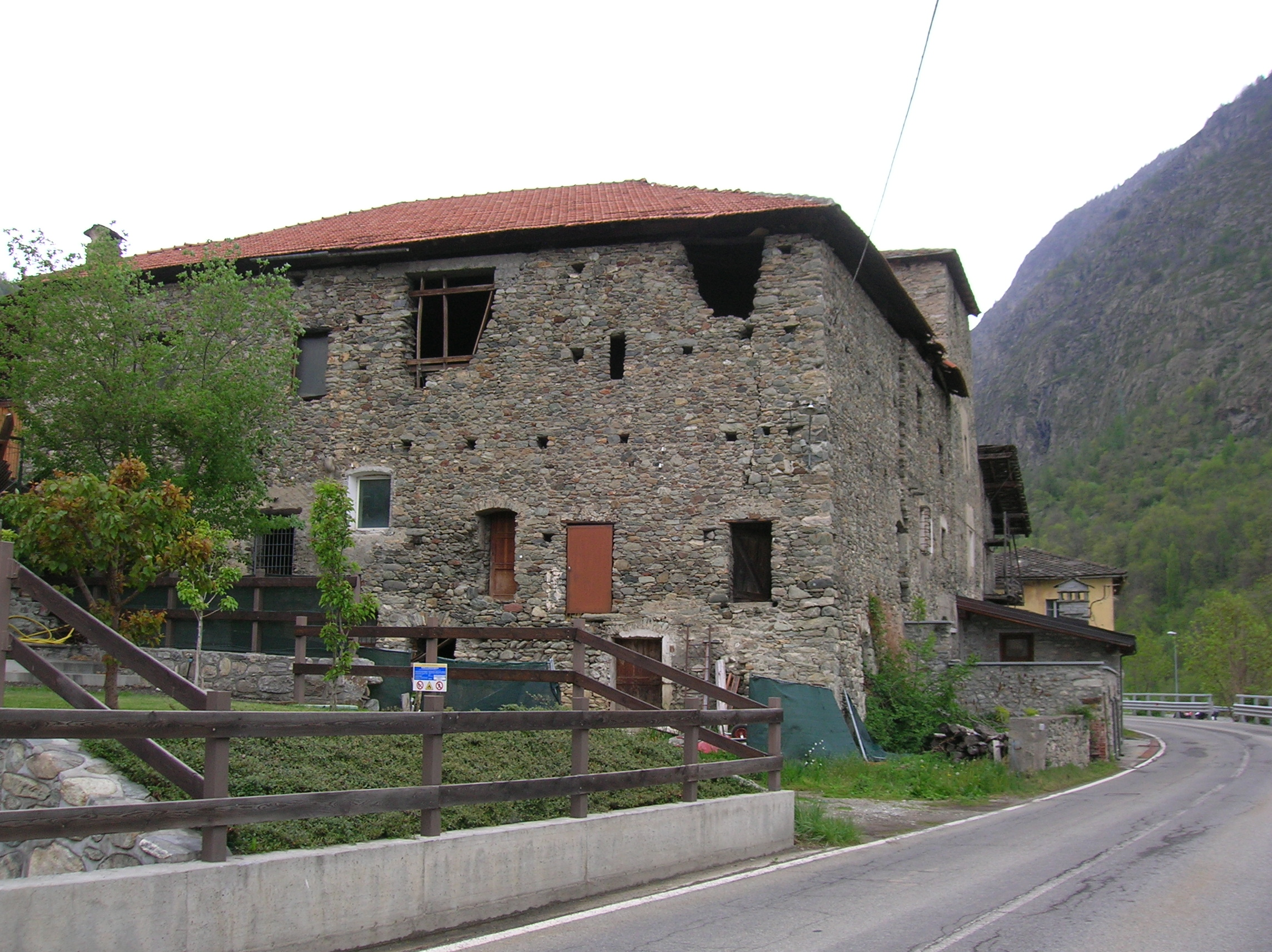
Seitenfassade
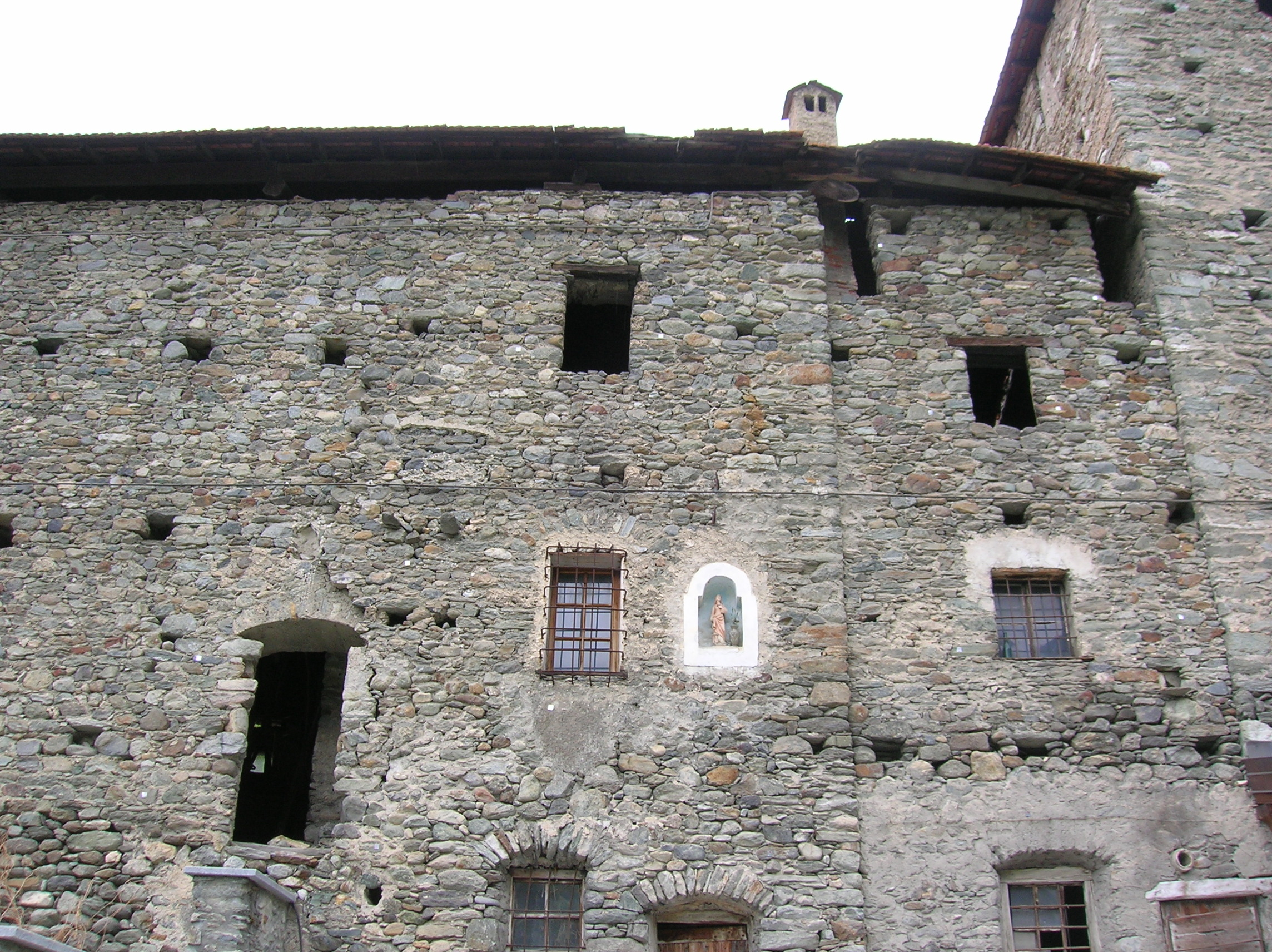
Hauptfassade
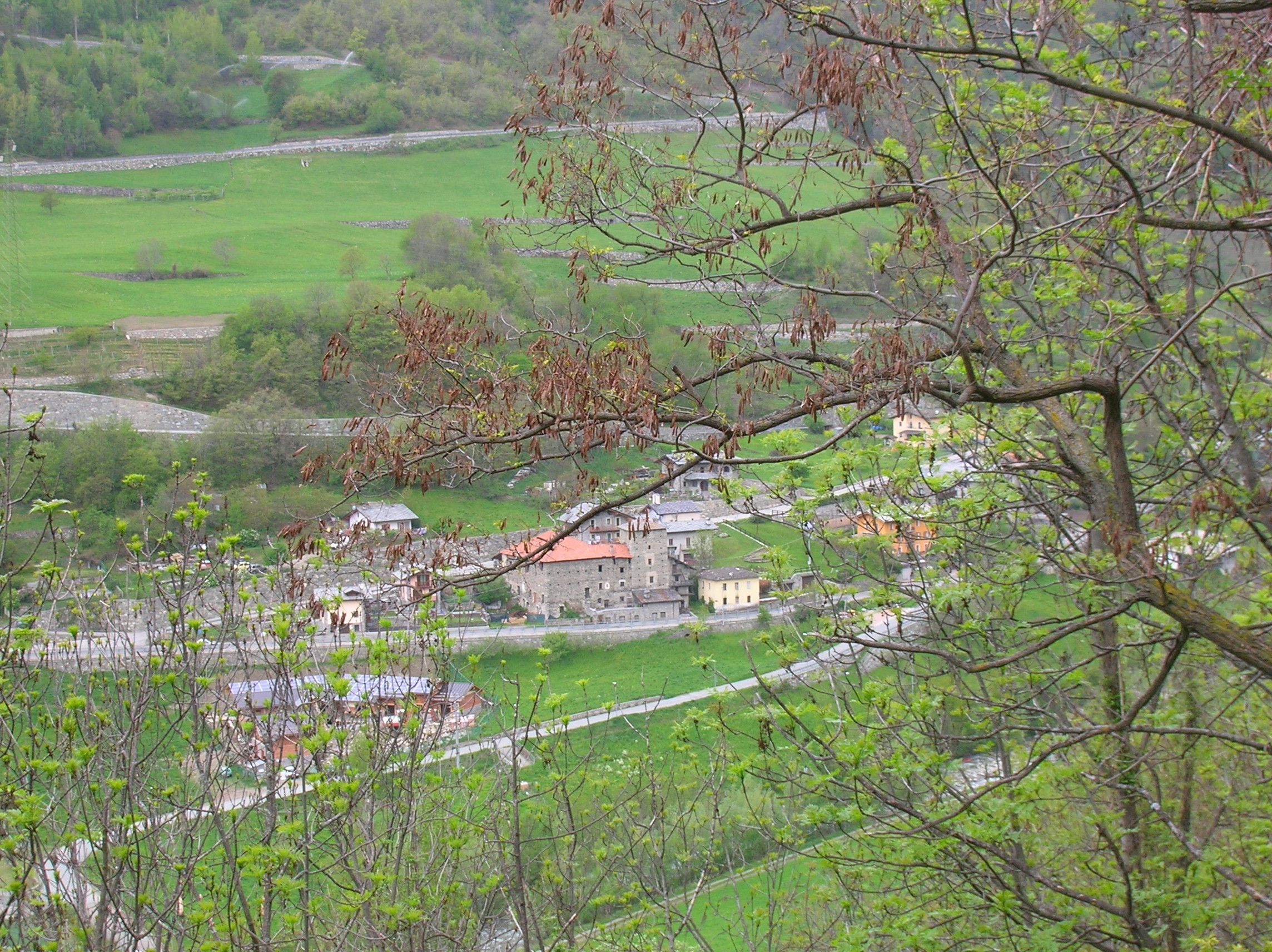
Der Ortsteil Rhins ist um das feste Haus herum gruppiert.
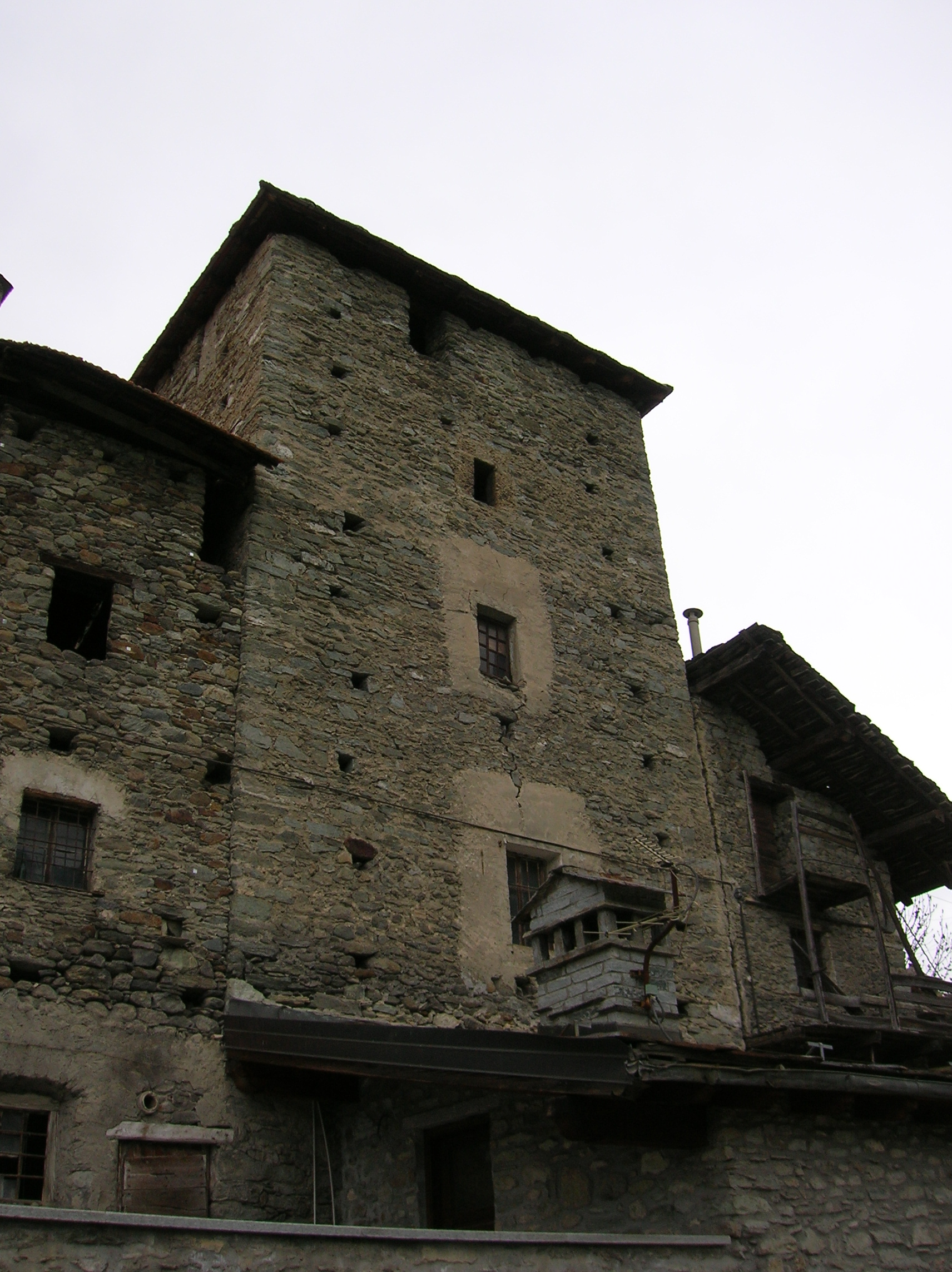
Turm